# Xã Pike, Quận Knox, Ohio
Xã Pike (tiếng Anh: Pike Township) là một xã thuộc quận Knox, tiểu bang Ohio, Hoa Kỳ. Năm 2010, dân số của xã này là 1.532 người.